# GoldLink
GoldLink (eigentlich D’Anthony William Carlos; * 17. Mai 1993 in Washington, D.C.) ist ein US-amerikanischer Rapper. Sein größter Erfolg war 2017 die Single Crew. Für seine Rapdarbietung erhielt er zwei Grammy-Nominierungen.

## Biografie
Als Gold Link James begann D’Anthony Carlos in den frühen 2010er Jahren mit dem Rappen. Er wurde schnell bekannt und arbeitete unter anderem mit Kaytranada und Galimatias aus Dänemark zusammen. Sein erstes Mixtape mit dem Titel The God Complex, unter dem Namen GoldLink, brachte ihm die Aufmerksamkeit des Produzenten Rick Rubin und Auftritte im Vorprogramm von Sbtrkt und Flume. Das Mixtape And After That, We Didn’t Talk schaffte es 2015 auf Platz 21 der Top R&B/Hip-Hop Albums, brachte ihn aber noch nicht in die offiziellen Charts.
Das gelang ihm 2017, nachdem er bei RCA unterschrieben hatte. Sein drittes Album At What Cost stieg im April auf Platz 145 der US-Albumcharts ein. Der darauf enthaltene Song Crew, eine Zusammenarbeit mit Brent Faiyaz und Shy Glizzy, entwickelte sich im Sommer zum Hit und brachte den Wiedereintritt des Albums auf Platz 127. Crew stieg in die Singlecharts ein und wurde für Verkäufe bzw. kommerzielle Abrufe mit 7-fach-Platin ausgezeichnet. Bei den Grammy Awards 2018 wurde es für eine Auszeichnung als Beste Darbietung – Rap/Gesang des Jahres nominiert.
Im Jahr darauf lud ihn Christina Aguilera ein, sich an ihrem Album Liberation zu beteiligen. Ihre Zusammenarbeit beim Song Like I Do brachte ihm 2019 die zweite Grammy-Nominierung in derselben Kategorie.
Sein zweites RCA-Album Diaspora wurde 2019 veröffentlicht. Es kam zwar unter die Top 100 der Albumcharts, konnte aber nicht an den Erfolg des Vorgängers anknüpfen.

## Diskografie
Alben
- The God Complex (Mixtape, 2014)
- And After That, We Didn’t Talk (Mixtape, 2015)
- At What Cost (2017)
- Diaspora (2019)
- Haram! (2021)
- Enoch (2025)

Lieder
- Sober Thoughts (2015)
- Dance on Me (2015)
- Spectrum (2015)
- Fall in Love (featuring Ciscero, 2016)
- See I Miss Pt. 2 (featuring Marsha Ambrosius, 2016)
- Crew (featuring Brent Faiyaz & Shy Glizzy, 2016, UK: Gold)
- Rough Soul (featuring April George, 2017)
- Meditation (featuring Kaytranada & Jazmine Sullivan, 2017)
- Herside Story (mit Hare Squead, 2017, US: Gold)
- Got Friends (featuring Miguel, 2018)
- Loud (mit Silk City & Desiigner, 2018)
- Zulu Screams (featuring Maleek Berry & Bibi Bourelly, 2019)
- Joke Ting (featuring Ari Pen-Smith, 2019)
- U Say (featuring Tyler, the Creator & Jay Prince, 2019)
- Got Muscle (2019)
- Dunya (featuring Lukeyworld, 2020)
- Best Rapper in the Fuckin World (2020)
- Metatron (featuring Lola Moxom, 2025)

Gastbeiträge
- Boo You Know / Falcons featuring Goldlink (2017)
- Like I Do / Christina Aguilera featuring Goldlink (2018)
- Live in the Moment / Craig David featuring Goldlink (2018)
- Black Balloons / Denzel Curry featuring Twelve’Len & Goldlink (2019)
- Hard Act to Follow / Billy Lockett with GoldLink (2022)

## Auszeichnungen für Musikverkäufe
| Platin-Schallplatte - Neuseeland - 2024: für das Album At What Cost | 3× Platin-Schallplatte - Neuseeland - 2023: für die Single Crew |

Anmerkung: Auszeichnungen in Ländern aus den Charttabellen bzw. Chartboxen sind in ebendiesen zu finden.
| Land/RegionAuszeichnungen für Musikverkäufe (Land/Region, Auszeichnungen, Verkäufe, Quellen) | Gold     | Platin       | Verkäufe  | Quellen              |
| -------------------------------------------------------------------------------------------- | -------- | ------------ | --------- | -------------------- |
| Neuseeland (RMNZ)                                                                            | —        | 4× Platin4   | 105.000   | radioscope.co.nz NZ2 |
| Vereinigte Staaten (RIAA)                                                                    | 2× Gold2 | 8× Platin8   | 9.000.000 | riaa.com             |
| Vereinigtes Königreich (BPI)                                                                 | Gold1    | —            | 400.000   | bpi.co.uk            |
| Insgesamt                                                                                    | 3× Gold3 | 12× Platin12 |           |                      |